# Енка
Е́нка или Е́нкка (фин. jenkka) — финский парный танец. Наряду с полькой, считается классическим крестьянским танцем. Енку танцуют в быстром темпе, и в исполнении она легче польки.

## Происхождение танца
Ранней разновидностью енки был шоттиш (нем. Schottisch — шотландский танец), возник в Германии в девятнадцатом веке на основе шотландского кругового танца, напоминает польку. Пользовался большим успехом, особенно среди крестьян и простого народа. Вначале шоттиш имел размерность 3/4, а позднее — 2/4. В Финляндии он стал известен в XIX веке и вскоре снискал популярность как народный, крестьянский танец и быстро распространился по всей стране. Финский шоттиш и енка очень похожи, однако в шоттише нет прыжков. В первой половине XX века енка отделилась от шоттиша в самостоятельный танец и тогда же получила своё название. Этимология слова «енка» неизвестна.